# جينيفيف لورنسو

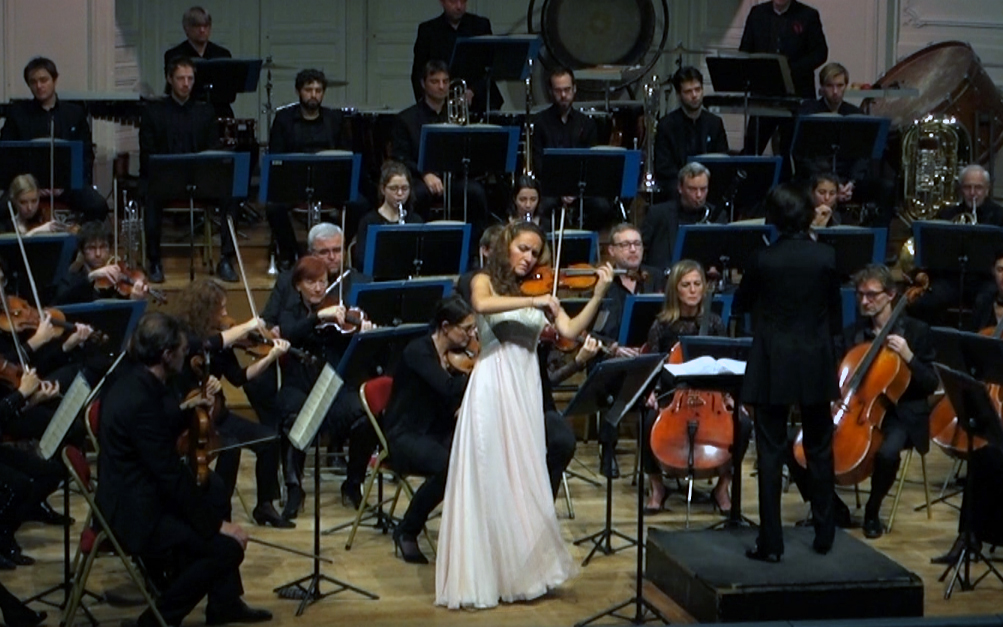
Geneviève Laurenceau in concert at Salle Gaveau, November 2018.

Genevieve Laurenceau

جينيفيف لورنسو من مواليد 2 نوفمبر 1977 هي عازفة كمان كلاسيكية فرنسية.كانت عازفة منفردة مع أوركسترا كابيتول دي تولوز الوطنية من عام 2007 إلى عام 2017

## حياة
ولدت لورينسيو في ستراسبورغ وبدأت العزف على الكمان في سن الثالثة وبدأت في العزف في سن التاسعة مع أوركسترا الحجرة الفيلهارمونية في مسقط رأسها. تابعت دروسفولفغانغ مارشنر وزاخاربرون في ألمانيا ثم أتقنت مهاراتها مع جان جاك كانتورو في روتردام. 

## روابط خارجية
- Entretien مع Geneviève Laurenceau نسخة محفوظة 2017-06-20 على موقع واي باك مشين. </link>
- ديسكغرفي على Discogs
- الموقع الرسمي لمهرجان Musique d'Obernai
- Les chanteurs d'oiseaux، شاني ديلوكا، جينيفيف لورنسو (يوتيوب)